# 井元清哉
井元 清哉（いもと せいや、1972年6月9日 - ） は、日本の数理統計学者・生命科学者。東京大学医科学研究所副所長、同研究所ヒトゲノム解析センター長、東京大学新世代感染症センター メンバー。厚生労働省医療統計参与。

## 人物・経歴
福岡市出身。福岡県立筑紫高等学校を経て、1996年九州大学理学部数学科卒業。1998年九州大学大学院数理学研究科数理学専攻修士課程修了。1999年日本学術振興会特別研究員。2001年九州大学大学院数理学研究科数理学専攻博士課程修了、博士（数理学）、東京大学医科学研究所ヒトゲノム解析センターDNA情報解析分野博士研究員。同年同助手。2002年神奈川科学技術アカデミー講師。2007年東京大学医科学研究所ヒトゲノム解析センター准教授、京都大学薬学部非常勤講師。2011年東京医科歯科大学難治疾患研究所客員准教授。2014年日仏先端科学（JFFoS）数学・情報学分野PGM、応用統計学会理事。2015年東京大学医科学研究所ヘルスインテリジェンスセンター健康医療データサイエンス分野教授、 東京医科歯科大学難治疾患研究所客員教授。2016年厚生労働省医療統計参与。2017年ヘルスインテリジェンスセンター長。2019年東京大学総長補佐。2020年東京大学医科学研究所ヒトゲノム解析センター健康医療インテリジェンス分野教授、ヒトゲノム解析センター長、東京iCDC専門家ボード構成員。同年Jリーグチェアマン特別賞、日本野球機構NPB特別賞受賞。2021年日本リスク学会グッドプラクティス賞受賞。2023年東京大学医科学研究所副所長（支援系）。専門はバイオインフォマティクス、データサイエンス。